# 天童郵便局
天童郵便局（てんどうゆうびんきょく）は山形県天童市にある郵便局。民営化前の分類では集配普通郵便局であった。

## 概要
住所：〒994-8799 山形県天童市久野本4-3-12

### 出張所（局外設置ATM）
管轄はゆうちょ銀行仙台支店。
- ヨークベニマル天童店内出張所
- ヨークベニマルららパーク天童店内出張所
- イオンモール天童内出張所

## 沿革
- 1872年8月4日（明治5年7月1日） - 天童郵便取扱所として開設[1]。
- 1875年（明治8年）1月1日 - 天童郵便局（五等）となる。
- 1880年（明治13年） - 為替取扱を開始。
- 1881年（明治14年）5月 - 貯金取扱を開始。
- 1891年（明治24年）3月21日 - 天童郵便電信局となる。
- 1903年（明治36年）4月1日 - 通信官署官制の施行に伴い天童郵便局となる。
- 1908年（明治41年）9月11日 - 電話交換業務および電話通話事務並びに電話加入者の託送電報取扱を開始[2]。
- 1957年（昭和32年）3月21日 - 蔵増郵便局から電話交換事務の取扱を移管[3]。
- 1960年（昭和35年）1月21日 - 山口郵便局から電話交換事務の取扱を移管。
- 1960年（昭和35年）11月1日 - 特定郵便局から普通郵便局に局種別改定するとともに、高擶郵便局から集配業務を移管。
- 1963年（昭和38年）1月20日 - 電話交換事務を天童電報電話局に移管。
- 1964年（昭和39年）7月1日 - 和文電報配達事務を天童電報電話局に移管。
- 1978年（昭和53年）7月17日 - 天童市天童から、同市久野本四丁目に局舎を新築、移転。
- 1991年（平成3年）10月1日 - 外国通貨の両替および旅行小切手の売買に関する業務取扱を開始。
- 2007年（平成19年）10月1日 - 民営化に伴い、併設された郵便事業天童支店に一部業務を移管。
- 2012年（平成24年）10月1日 - 日本郵便株式会社発足に伴い、郵便事業天童支店を天童郵便局に統合。
- 2017年（平成29年）3月6日 - 山口郵便局から「994-01xx」区域の集配業務を移管。

## 取扱内容
- 郵便、印紙、ゆうパック、内容証明
- 貯金、為替、振替、振込、国際送金、国債、投資信託
- 生命保険、バイク自賠責保険、がん保険、引受条件緩和型医療保険
- ゆうちょ銀行ATM
- 天童市内の集配業務
- ゆうゆう窓口

## 周辺
- 天童市役所
- 天童市市民文化会館
- 天童市立天童中部小学校
- 天童温泉
- 国道13号

## アクセス
- JR山形新幹線・奥羽本線 天童駅から徒歩約18分
- 山交バス 老野森三丁目停留所、もしくは天童市市営バス天童郵便局北停留所下車
- 東北中央自動車道 天童ICから東へ約2.5km
- 駐車場あり:10台